# Thomas Thomson (Botaniker)
Thomas Thomson (* 4. Dezember 1817 in Glasgow; † 18. April 1878 in London) war ein britischer Botaniker und Chemiker. Er war Sohn des Chemikers Thomas Thomson. Sein offizielles botanisches Autorenkürzel lautet „Thomson“.

## Leben und Wirken
Thomson promovierte 1839 in Glasgow in Medizin (M.D.) und war im selben Jahr bei Justus von Liebig in Gießen. Er war Chemie-Professor und Arzt bei der Britischen Ostindien-Kompanie, bevor er Botaniker wurde. 1854 bis 1861 war er Professor für Botanik an der Universität Kalkutta. Seinem Freund Joseph Dalton Hooker half er bei dem Schreiben des ersten Bandes der Flora Indica.
Er war von 1855 bis 1861 Leiter des Botanischen Gartens Kalkutta. Im Jahr 1853 wurde er zum Mitglied der Leopoldina gewählt.

## Ehrentaxon
Ihm zu Ehren wurde die paläobotanische Pflanzengattung Thomasonia Wall. benannt.

## Werke
- Western Himalaya and Tibet, 1852